# Ahmad NikTalab
Ahmad NikTalab (en persan : احمد نیک طلب, également connu sous le nom de Yavar Hamedani, en persan : یاور همدانی) est un poète, soufi, auteur et linguiste iranien, né le 22 avril 1934 à Hamadan et mort le 3 mars 2020 à Téhéran.

## Biographie
Ahmad NikTalab écrit et publie ses premiers poèmes à l'âge de treize ans.
Il étudie à l'Université de Téhéran. Ses premiers articles sont publiés dans le magazine Armaghan,. Il est actif dans les associations littéraires de Hamadan et de Téhéran, y compris l'Association littéraire iranienne.
Ahmad Niktalab a travaillé à la Radio et télévision nationales iraniennes.
Des chansons locales de Hamedani ont été traduites dans des langues orientales tout en étant diffusées sur des programmes de Islamic Republic of Iran Broadcasting,.

## Publications
- Collection de paroles persanes de Ganj Nameh, Téhéran : Setavand Yazd, 2001[6]
- Saye Sare Alvand (ou Sāyahʹsār-i Alvand)[7], recueil de paroles persanes, Téhéran : Sūrah-i Mihr, [publié en 2004 ou 2005][8]. Ce livre contient des poésies en dialecte Hamedani[9] et est présent dans le catalogue en ligne[10] de l'université de Harvard dans la catégorie poésie persane.